# Геро Кьолнски
Геро (на немски: Gero; * ок. 900, Тюрингия; † 28 юни 976, Кьолн) е архиепископ на Кьолн от 969 до 976 г. Произлиза вероятно от род Билунги.

## Живот
Геро е син на Кристиан, маркграф в Гау Зеримунт, и на Хита, сестра на Геро I Велики (маркграф на Саксонската източна марка). Брат е на Титмар I (маркграф на Майсен) и вероятно на Ходо (Одо) I (маркграф на Марка Лужица).
Преди 969 г. Геро подарява картинния ръкопис Gero-Codex. През 969 г., след смъртта на архиепископ Фолкмар (18 юли 969), Геро е избран за архиепископ на Кьолн, което първо не е признато от император Ото I, според Титмар Мерзебургски. Императорът го признава избора през 970 г.
Императорът Ото I го изпраща през 971 г. на важна мисия като ръководител на делегация в Константинопол и той довежда в Рим принцеса Теофано като годеница за наследника на трона Ото (по-късният император Ото II). Геро донася в Кьолн и реликвите на Свети Пантелеймон, които се намират оттогава в църквата „Св. Панталеон“. През септември 972 г. той участва в синода в Ингелхайм и ръководи заедно с архиепископа на Магдебург през 973 г. погребението на Ото I в Магдебург.
През 975 г. той присъства на имперско събрание.
През 970 г. Геро подарява заедно с брат си, маркграф Титмар I от Майсен, манастира Танкмарсфелде. През 973 г. той основава абатството Гладбах. След 971 г. подарява на катедралата в Кьолн прочутия 2,88 m. „Кръст на Геро“.
Геро умира на 28 юни 976 г. в Кьолн и е погребан в катедралата на Кьолн. През 1260 г. поставят неговата гробница (tumba) в капелата „Св. Стефан“ на катедралата.
Геро е Светия на католическата църква. Празнува се един ден след неговата смърт (28 юни) на 29 юни.